# Chrześcijańska Wspólnota Ewangeliczna „Nowe Narodzenie” w Tarnowskich Górach
Chrześcijańska Wspólnota Ewangeliczna „Nowe Narodzenie” w Tarnowskich Górach – kościół lokalny w Tarnowskich Górach, należący do Chrześcijańskiej Wspólnoty Ewangelicznej wpisanej do rejestru kościołów i związków wyznaniowych dział A pod pozycją 46.
Zbór został powołany w 2014 roku. Od początku jego istnienia Pastorem Kościoła jest Bartłomiej Kurylas, do kwietnia 2021 roku funkcjonował w ramach Kościoła Bożego w Polsce, wpisanego do rejestru kościołów i związków wyznaniowych dział A pod pozycją 105 i funkcjonował pod nazwą Kościół Chrześcijański „Nowe Narodzenie” w Tarnowskich Górach.